# مانوئل رویز
مانوئل رویز (انگلیسی: Manuel Ruiz؛ زادهٔ ۳ دسامبر ۱۹۶۲) بازیکن فوتبال اهل اسپانیا است.
از باشگاه‌هایی که در آن بازی کرده‌است می‌توان به باشگاه فوتبال رئال ساراگوسا، باشگاه فوتبال لوانته، باشگاه فوتبال آلمریا، باشگاه فوتبال دپورتیوو لاکرونیا، و باشگاه فوتبال خرز اشاره کرد.
وی همچنین در تیم ملی فوتبال زیر ۱۸ سال اسپانیا بازی کرده‌است.